# Dimensions SF
Dimensions SF est une collection littéraire de Calmann-Lévy, créée en 1973 et arrêtée en 1984, spécialisée en science-fiction.
Robert Louit en a été le directeur de la publication de 1973 à 1984.

## Liste des ouvrages publiés
1. L'Ultime Fléau, de Frederik Pohl
2. Le Maître du passé, de R. A. Lafferty
3. Simulacres, de Philip K. Dick
4. La ville est un échiquier, de John Brunner
5. Planète à six-coups, de John Jakes
6. Candy man, de Vincent King
7. Babel 17, de Samuel R. Delany
8. L'Enchâssement, de Ian Watson
9. Crash !, de J. G. Ballard
10. Paradoxe perdu, de Fredric Brown
11. L'Heure de 80 minutes, de Brian Aldiss
12. L'Île de béton, de J. G. Ballard
13. Le Temps désarticulé, de Philip K. Dick
14. Le Monde inverti, de Christopher Priest
15. Interface, de Mark Adlard (en)
16. Mémoires trouvés dans une baignoire, de Stanislas Lem
17. L'Incurable, de David Guy Compton (réédité ensuite sous le titre La Mort en direct (L'Incurable))
18. I.G.H., de J. G. Ballard
19. Le Congrès de futurologie, de Stanislas Lem
20. Options, de Robert Sheckley
21. Charisme, de  Michael Coney
22. Le Modèle Jonas, de Ian Watson
23. Trips, de Robert Silverberg
24. Cryptozoïque, de Brian Aldiss
25. Futur intérieur, de Christopher Priest
26. Homme-plus, de Frederik Pohl
27. Les Erreurs de Joenes, de Robert Sheckley
28. Mémoires d'Ijon Tichy, de Stanislas Lem
29. Triton, de Samuel R. Delany
30. L'Inca de Mars, de Ian Watson
31. La Grande Porte, de Frederik Pohl
32. Le Canal Ophite, de John Varley
33. Douces Illusions, de Robert Sheckley
34. Le Rhume, de Stanislas Lem
35. La Vie comme une course de chars à voile, de Dominique Douay
36. Ambassade de l'espace, de Ian Watson
37. Les Frontières d'Oulan-Bator, de Pierre Giuliani
38. Le Mariage alchimique d'Alistair Crompton, de Robert Sheckley
39. Y'a quelqu'un ?, de Philippe Curval
40. La Danse des étoiles, de Jeanne Robinson et Spider Robinson
41. La Lune noire d'Orion, de Francis Berthelot
42. Le Rêveur illimité, de J. G. Ballard
43. La Face cachée du désir, de Philippe Curval
44. Le Principe de l'œuf, de Dominique Douay
45. Jem, de Frederik Pohl
46. Les Visiteurs du miracle, de Ian Watson
47. La Fontaine pétrifiante, de Christopher Priest
48. Les Pieds dans la tête, de Pierre Pelot
49. Chants des étoiles, de Norman Spinrad
50. Molly zéro, de Keith Roberts
51. Les Pilotes de la Grande Porte, de Frederik Pohl
52. Le Monde divin, de Ian Watson
53. Le Masque, de Stanislas Lem
54. La Mort en cage, de Ian Watson
55. Mythes d'un futur proche, de J. G. Ballard